# 北陸鉄道能美線
能美線（のみせん）は、石川県石川郡鶴来町（現・白山市）の鶴来駅と能美郡根上町（現・能美市）の新寺井駅を結んでいた北陸鉄道の鉄道路線。通称・愛称は能美電（のみでん）。1980年（昭和55年）9月14日に全線が廃止された。
鶴来駅にて北陸鉄道石川線の野町駅方面への直通運転が行われていた。

## 路線データ
- 路線距離（営業キロ）：16.7km（最盛期）[3]
- 駅数：21駅（起終点駅含む）
- 軌間：1067mm
- 複線区間：なし（全線単線）
- 電化区間：全線（直流600V）徳久変電所、（能美電気鉄道時代）回転変流器（交流側450V直流側600V）直流側の出力150kW、常用1、予備1、製造所明電舎[4]

## 歴史
1922年（大正11年）、辰口温泉・湯谷鉱泉・辰口競馬場への観光の利便性向上及び九谷焼の原料・九谷焼そのものの輸送を目的とし、寺井野村の地主にして九谷焼商の酒井芳を総代に29名が発起人となり、免許を申請。この発起人には、根上村長の森喜平や寺井野村長で石川県九谷焼陶磁器同業組合連合会会長の石崎蕃も名を連ねていた。
計画当初は軌間762mmの蒸気鉄道として、石川鉄道より改軌され不要になった蒸気機関車を譲り受ける予定であったが、軌間1067mmの電気鉄道に改め、翌1923年（大正12年）1月に鉄道大臣から認可を受け、同年9月に資本金60万円で能美電気鉄道株式会社を設立し工事が開始された。起点となった根上村（後の根上町）からは、設立目的からも分かる通り、積極的な姿勢ではなく3名のみしか発起人がおらず、一部地区では反対活動が行われるに至り、開通が遅れ、1925年中に新寺井-新鶴来（手取川左岸の天狗山トンネル入口付近）間が開通となった。
ところが新鶴来開通前後から重役間で紛争が勃発した。神田重義が主導権を握るべく小川徳三郎と結託し酒井芳の追放を謀った。これに対し酒井は神田を不正の疑いありとして告訴し神田は1925年12月収監されることになった。まもなく保釈になった神田は翌年8月の株主総会で酒井を追放して社長に就任し役員を半減させたのである。ところがその後も神田は小川排除を謀ったことから役員は神田派小川派にわかれ互いに総会を開き解任決議を出す騒ぎとなり、法廷に持ち込まれることになった。1928年1月に金沢地裁の調停により和解をすることになったが第2期工事は遅れ1924年（大正13年）に敷設免許状が下付された寺井-小松町間の延長線は、新鶴来-鶴来間に計画を変更し、1931年（昭和6年）に天狗山トンネルと手取川鉄橋工事に着手して翌年1月鶴来まで開通となった。また林光義経営の粟生-小松間の旅客自動車運輸事業を譲受け、1935年（昭和10年）4月27日に認可を得ると能美電バスを設立し小松へ進出した。このバス事業は金沢電気軌道譲渡時には5路線 (53.1Km) を保有していた。
その後1939年（昭和14年）6月17日の臨時株主総会で68万5561円1銭で金沢電気軌道に譲渡することを決議した。また能美電バスも譲渡されることになった。

### 年表
- 1923年（大正12年）
  - 6月20日 能美電気鉄道に対し鉄道免許状下付（能美郡根上村[10]-同郡山上村[11]間）[12]。
  - 9月9日 能美電気鉄道株式会社設立[13][14]。
- 1924年（大正13年）8月15日 鉄道免許状下付（能美郡寺井野村[15]-同郡小松町[16]間）[17]。
- 1925年（大正14年）
  - 3月21日 本寺井 - 辰口（のちの辰口温泉）間を開業[18][19][20]。
  - 6月5日 辰口 - 新鶴来（のちの天狗山）間開業[21][19][22]。
  - 8月13日 新寺井 - 本寺井間開業[21][19][23]。
- 1926年（大正15年）
  - 5月24日 鉄道免許状下付（能美郡山上村-同郡鶴来村[24]間）[25]。
  - 5月26日 鉄道免許失効（能美郡寺井野村-同郡小松町間 指定ノ期限マテニ工事施工認可ヲ為ササルタメ）[26]。
  - 5月31日 加賀佐野 - 国府村埴田間延伸線申請、1927年（昭和2年）7月19日却下（目下ノ交通状態ニ於テ急施ノ要ナキモノト被認）[27][注釈 1]。
- 1932年（昭和7年）1月16日 天狗山 - 鶴来間開業（手取川橋梁（天狗橋）と天狗山隧道開通）[28]、新鶴来駅を天狗山駅に改称[29]。
- 1934年（昭和9年）7月11日 大雨により、手取川橋梁が流出並びに手取川堤防決壊に伴い五間堂付近などの路盤が流失し、新寺井 - 天狗山間を折り返し運転（1935年4月20日復旧）[30]。
- 1935年（昭和10年）9月1日 寺井西口 - 本寺井間に自動車連絡駅開業。
- 1939年（昭和14年）8月1日 金沢電気軌道に譲渡し[31]、同社の能美線となる。
- 1941年（昭和16年）8月1日 北陸合同電気（現在の北陸電力）設立にあわせて金沢電気軌道を合併。
- 1943年（昭和18年）10月13日 北陸鉄道発足に伴い、同社の能美線となる[32]。
- 1944年（昭和19年）6月21日 北陸鉄道石川線の鶴来駅で直結。新寺井駅と白菊町駅との直通運転を開始[32]。
- 1946年（昭和21年）以降 自動車連絡駅、天狗山駅廃止。岩内駅を加賀岩内駅に、三口駅を三ツ口駅に改称。
- 1951年（昭和26年）6月30日 濁池駅廃止。
- 1956年（昭和31年）4月1日 辰口駅を辰口温泉駅に改称[33]。
- 1963年（昭和38年）1月 - 2月 昭和38年1月豪雪により一時運行休止[30]。
- 1968年（昭和43年）9月 宮竹駅・湯谷石子駅を無人化、本寺井・湯谷石子・辰口温泉の各駅の貨物取扱を廃止[34]。
- 1970年（昭和45年）4月1日 昼間時（10時から15時）の運行休止[34]。
- 1980年（昭和55年）9月14日 全線廃止[3]。廃止に伴う代替バス「能美線」の運行を開始[35][36]。
- 2007年（平成19年）12月31日 能美線代替バスも廃止[37]。先端大経由の「三ッ口」「宮竹」バス停が残る。
- 2023年（令和5年）4月1日 忘れ形見であった「三ッ口」「宮竹」バス停が廃止。

## 運行形態
原則、鶴来 - 新寺井間の線内折り返しだったものが、石川線（白菊町まで）への直通運転が開始されたのは1949年（昭和24年）6月21日のダイヤ改正時からで、この時は石川線直通が原則で約50分間隔、1953年（昭和28年）11月1日には急行電車が設定され、1959年（昭和34年）9月の時点では白菊町 - 新寺井間が約60分間隔、この間に鶴来 - 新寺井間の区間運転が入り、能美線内はおおむね30 - 60分間隔の運転となっていた。このほか、白菊町 - 辰口温泉間、辰口温泉 - 新寺井間などの区間運転列車も設定されていた。
1970年4月1日以降は日中の運行が休止されてバス代行となり、廃止時点では辰口温泉駅のみ交換可能、朝6時より10時までは約40分間隔、15時より21時までは約90分間隔の運行であった。

## 駅一覧
駅名および所在地は廃止時点のもの。全駅石川県に所在。
| 駅名       | 駅間キロ | 営業キロ | 接続路線                                           | 所在地       |
| ---------- | -------- | -------- | -------------------------------------------------- | ------------ |
| 鶴来駅     | -        | 0.0      | 北陸鉄道：石川線                                   | 石川郡鶴来町 |
| 本鶴来駅   | 0.3      | 0.3      |                                                    | 石川郡鶴来町 |
| 岩本駅     | 1.2      | 1.5      |                                                    | 能美郡辰口町 |
| 灯台笹駅   | 0.7      | 2.2      |                                                    | 能美郡辰口町 |
| 宮竹駅     | 1.4      | 3.6      |                                                    | 能美郡辰口町 |
| 三ツ口駅   | 0.8      | 4.4      |                                                    | 能美郡辰口町 |
| 加賀岩内駅 | 1.0      | 5.4      |                                                    | 能美郡辰口町 |
| 火釜駅     | 0.7      | 6.1      |                                                    | 能美郡辰口町 |
| 来丸駅     | 0.4      | 6.5      |                                                    | 能美郡辰口町 |
| 辰口温泉駅 | 1.1      | 7.6      |                                                    | 能美郡辰口町 |
| 上開発駅   | 0.6      | 8.2      |                                                    | 能美郡辰口町 |
| 徳久駅     | 1.1      | 9.3      |                                                    | 能美郡辰口町 |
| 湯谷石子駅 | 1.6      | 10.9     |                                                    | 能美郡寺井町 |
| 加賀佐野駅 | 0.6      | 11.5     |                                                    | 能美郡寺井町 |
| 末信牛島駅 | 0.7      | 12.2     |                                                    | 能美郡寺井町 |
| 本寺井駅   | 0.8      | 13.0     |                                                    | 能美郡寺井町 |
| 寺井西口駅 | 0.8      | 13.8     |                                                    | 能美郡寺井町 |
| 五間堂駅   | 0.3      | 14.1     |                                                    | 能美郡根上町 |
| 中ノ庄駅   | 0.7      | 14.8     |                                                    | 能美郡根上町 |
| 加賀福岡駅 | 0.6      | 15.4     |                                                    | 能美郡根上町 |
| 新寺井駅   | 1.3      | 16.7     | 日本国有鉄道：北陸本線（寺井駅・現在の能美根上駅） | 能美郡根上町 |

本寺井駅 - 寺井西口駅間で小松市を通っていた。

## 輸送・収支実績
| 年度 | 乗客（人） | 貨物量（トン） | 営業収入（円） | 営業費（円） | 益金（円） | その他損金（円）   | 支払利子（円） | 政府補助金（円） |
| ---- | ---------- | -------------- | -------------- | ------------ | ---------- | ------------------ | -------------- | ---------------- |
| 1925 | 228,510    | 3,648          | 32,914         | 25,254       | 7,660      | 雑損146償却金500   | 14,491         | 13,376           |
| 1926 | 498,980    | 13,303         | 82,961         | 59,663       | 23,298     | 雑損5              | 22,054         | 40,116           |
| 1927 | 525,564    | 15,871         | 92,986         | 69,588       | 23,398     |                    | 21,061         | 32,707           |
| 1928 | 496,946    | 20,899         | 92,294         | 68,600       | 23,694     | 雑損957            | 18,633         | 32,120           |
| 1929 | 483,750    | 16,672         | 88,470         | 66,861       | 21,609     | 雑損545            | 17,636         | 34,653           |
| 1930 | 473,113    | 12,431         | 76,752         | 61,804       | 14,948     | 雑損2,672          | 16,154         | 40,613           |
| 1931 | 378,850    | 11,096         | 67,806         | 56,793       | 11,013     | 雑損1,557          | 16,010         | 35,229           |
| 1932 | 370,879    | 11,068         | 68,324         | 52,188       | 16,136     | 雑損4,164          | 23,263         | 42,059           |
| 1933 | 378,143    | 15,969         | 74,082         | 61,317       | 12,765     | 雑損94             | 22,915         | 44,330           |
| 1934 | 388,711    | 17,672         | 76,268         | 76,739       | ▲ 471      | 雑損償却金9,652    | 18,337         | 44,416           |
| 1935 | 438,569    | 19,245         | 83,724         | 47,325       | 36,399     | 雑損36,698自動車50 | 17,827         | 25,272           |
| 1936 | 477,313    | 20,094         | 92,088         | 58,099       | 33,989     | 雑損償却金1,599    | 17,142         | 8,715            |
| 1937 | 557,678    | 21,662         | 102,540        | 61,302       | 41,238     | 雑損償却金36,498   | 15,396         | 10,527           |
| 1939 | 487,329    | 13,147         | 76,765         | 55,165       | 21,600     | 雑損償却金23,258   | 8,935          | 9,794            |

- 鉄道省鉄道統計資料、鉄道統計資料、鉄道統計各年度版

## 車両

### 能美電気鉄道時代
- デ1 - 3 開業時に新製された1924年日本車輌製の木造2軸単車（定員40人）。北陸鉄道モハ541-543、後に電気機関車EB12形となった。[40]
- デハ8 1930年日本車輌製の半鋼製2軸単車（定員52人）。北陸鉄道モハ621、後に電気機関車EB23形となった。
- デハ301 1937年木南製の半鋼製ボギー車。北陸鉄道モハ1201。

## 能美電唱歌
『能美電唱歌』という唱歌が存在する。1932年（昭和7年）頃に、辰口町教育長も務めた山先清一が作詞し、鉄道唱歌のメロディーで歌われた。十番からなる歌詞には新寺井から鶴来まで能美線全駅（濁池を含む）の名の他に手取川、寺井の国道の松並木、九谷焼、湯谷の鉱泉場、辰口のツツジ、天狗山の岩壁などの名所も盛り込まれている。

## 軌道跡地
北陸鉄道能美線の軌道跡地の一部は能美市の市道となっており、「健康（ヘルス）ロード」として整備され通学路や散歩道として利用されている。特に来丸町から火釜町までの区間は、競歩の日本代表選手が練習合宿に利用する場所になっている。
能美市では能美線開通100年と廃線45年、さらに能美市制20周年が重なる2025年を目標に、白山市内にある本鶴来駅と鶴来駅を除く岩本駅から天狗橋までの16kmをウォーキングコースとし、各駅に駅名看板を設置するとともに歩行の目安になるよう駅の間の距離数などの表示を行って整備する方針である。